# Lucky Air
Lucky Air (Chinees: 祥鹏航空公司; pinyin: Xiángpéng Hángkōng Gōngsī) is een Chinese Lagekostenluchtvaartmaatschappij en lid van de HNA Group met het hoofdkantoor in Kunming. Het voerde zijn eerste vlucht uit op 26 februari 2006 en kondigde officieel de strategische overgang naar een lagekostenluchtvaartmaatschappij in 2016 aan.

## Geschiedenis
De luchtvaartmaatschappij werd opgericht in juli 2004 als een start-up luchtvaartmaatschappij bekend als Shilin Airlines.
In juli 2004 werd bekendgemaakt dat Hainan Airlines 2.93 miljoen yuan investeerde en drie Dornier-vliegtuigen aan het nieuwe bedrijf leverde. Een dochterbedrijf van Hainan Airlines, Shanxi Airlines, investeerde 47.07 miljoen yuan en leverde een Boeing en een de Havilland Canada Dash 8 vliegtuig en Yunnan Shilin Tourism Aviation Co. zou 1 miljoen yuan investeren.
Op 23 december 2005 werd Shilin Airlines omgedoopt tot Lucky Air. Het begon op 26 februari 2006 met een vlucht tussen Kunming en Dali binnen Yunnan, China.
De luchtvaartmaatschappij is eigendom van Hainan Airlines, Shanxi Airlines en Yunnan Shilin Tourism Aviation. Het heeft 263 werknemers (in maart 2007).
De luchtvaartmaatschappij is een van de vier oprichters van de U-FLY Alliance, de eerste alliantie ter wereld van lagekostenluchtvaartmaatschappijen. Het werd in januari 2016 gevormd door HK Express, Lucky Air, Urumqi Air en West Air (China).
Lucky Air was van plan om eind 2016 met Boeing 787-9 vliegtuigen routes naar Europa en Noord-Amerika te starten.
Sinds oktober 2018 opereert Lucky Air 50 vliegtuigen en exploiteert het 106 routes, waaronder 91 binnenlandse routes en 15 internationale routes, die 81 steden verbinden (68 binnenlandse steden en 13 internationale steden). Lucky Air is daarmee de tweede grootste luchtvaartmaatschappij in de Chinese provincie Yunnan.

## Frequentflyerprogramma
Lucky Air maakt, net zoals Hong Kong Airlines, Tianjin Airlines, Beijing Capital Airlines, Urumqi Airlines, Suparna Airlines, GX Airlines en Fuzhou Airlines gebruik van het frequentflyerprogramma van Hainan Airlines Fortune Wings Club (Vereenvoudigd Chinees: 金鹏俱乐部; traditioneel Chinees: 金鵬俱樂部; pinyin: Jīn Péng Jùlèbù). Binnen het programma is het ook mogelijk om miles te sparen bij Alaska Airlines, Etihad Airways, Virgin Australia, TAP Portugal, en andere vliegtuigmaatschappijen waar Lucky Air een codeshare overeenkomst mee heeft. Leden kunnen miles verzamelen met vluchten en de credit cards van Hainan Airlines.
Als leden voldoende miles hebben verzameld, kunnen ze elite status verwerven die zijn verdeeld in vier niveaus: Fortune Wings Platinum-lidmaatschap, Gold-lidmaatschap, Silver-lidmaatschap en Flying Card-lidmaatschap. Elite leden krijgt extra services.

## Bestemmingen
Lucky Air voert lijnvluchten uit naar:
| Land  | Stad     | Opmerking |
| ----- | -------- | --------- |
| China | Urumqi   |           |
| China | Khashgar |           |
| China | Ngari    |           |
| China | Lhasa    |           |

| Land       | Stad                | Opmerking |
| ---------- | ------------------- | --------- |
| Japan      | Osaka               |           |
| Zuid-Korea | Jeju                |           |
| Filipijnen | Cebu                |           |
| Maleisië   | Sabah               |           |
| Maleisië   | Kuala Lumpur        |           |
| Maleisië   | Penang              |           |
| Brunei     | Bandar Seri Begawan |           |
| Thailand   | Krabi               |           |
| Thailand   | Phuket              |           |
| Thailand   | Koh Samui           |           |
| Thailand   | Bangkok             |           |
| Thailand   | Chiang Mai          |           |
| Vietnam    | Phú Quốc            |           |
| Vietnam    | Nha Trang           |           |
| Myanmar    | Yangon              |           |
| Rusland    | Moskou              |           |
| Rusland    | Sint Petersburg     |           |

## Vloot

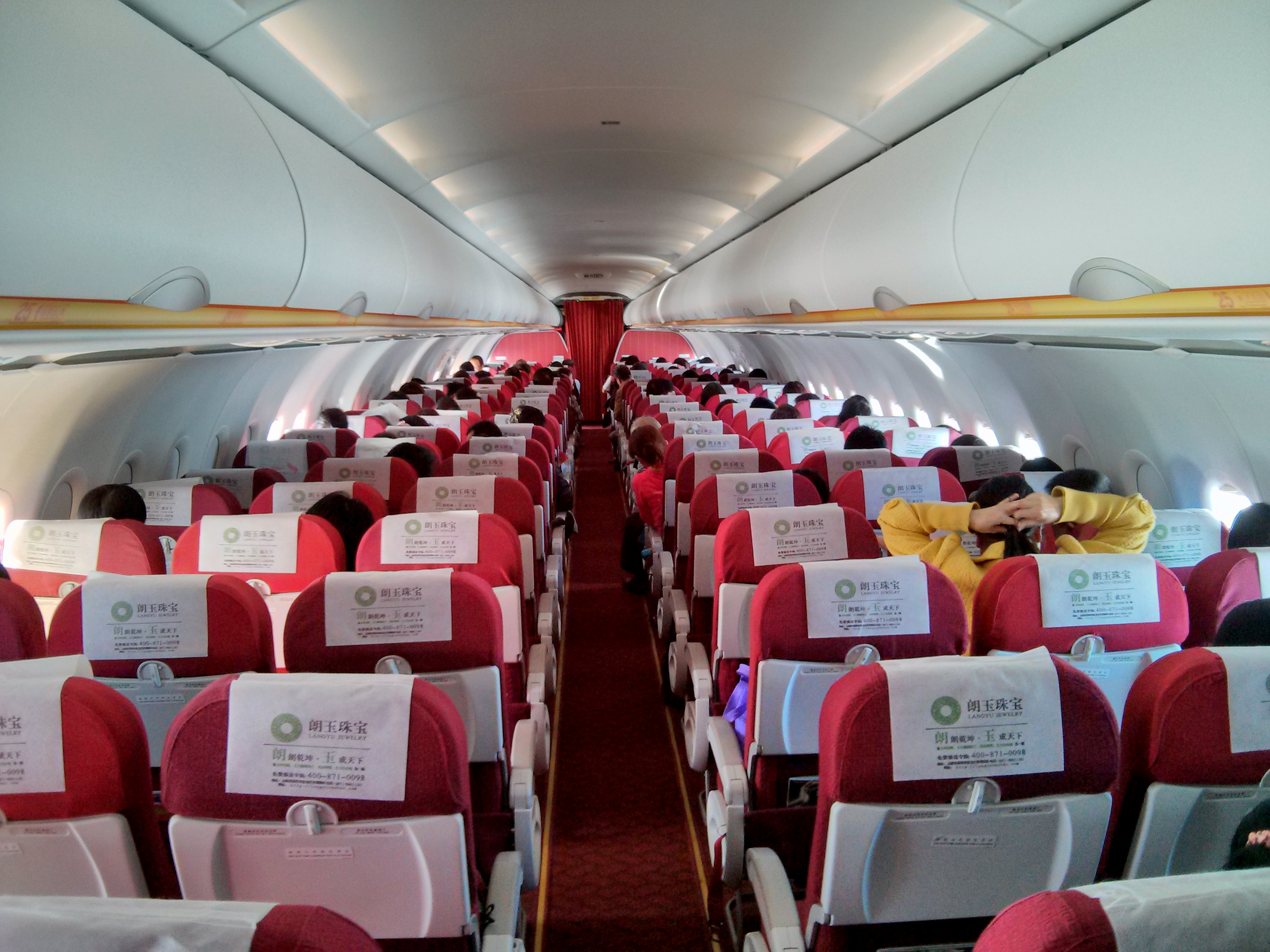
Lucky Air Airbus A320 cabine

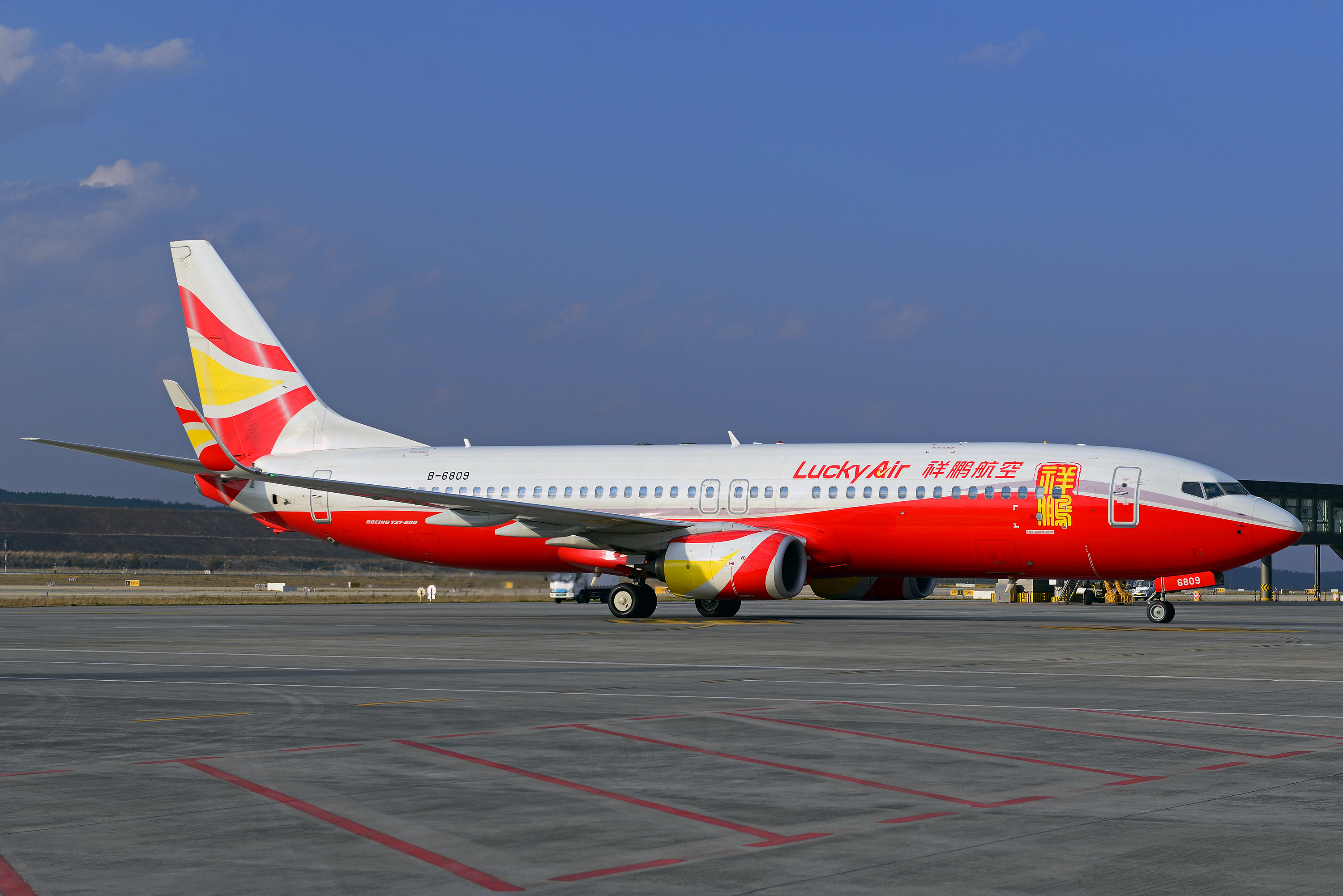
Lucky Air Boeing 737-800

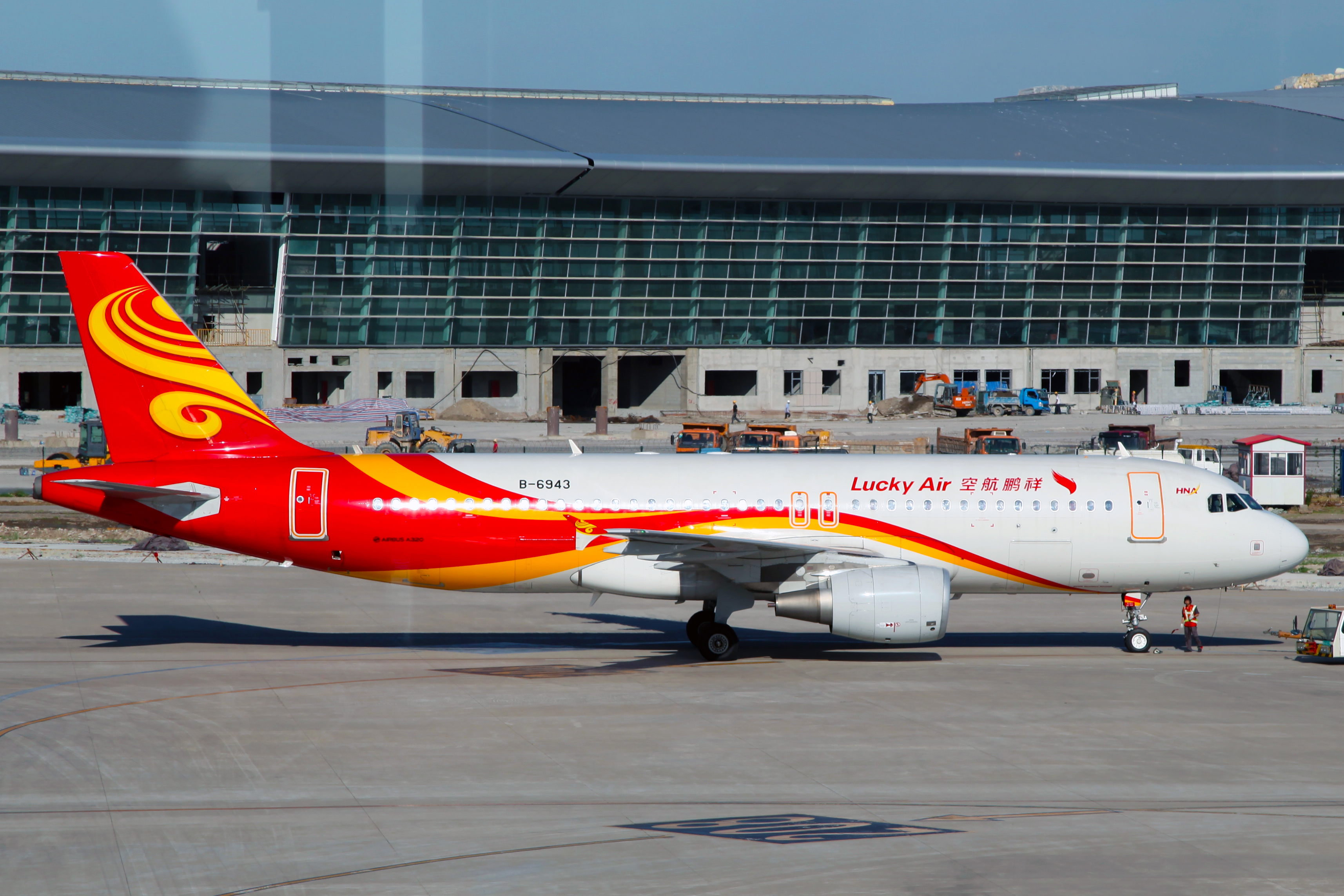
Lucky Air Airbus A320

De vloot van Lucky Air bestond eind juli 2019 uit de volgende toestellen::
| Lucky Air vloot  | Lucky Air vloot | Lucky Air vloot | Lucky Air vloot | Lucky Air vloot | Lucky Air vloot |        |
| Type             | In gebruik      | Opgeslagen      | Order           | Passagiers      | Passagiers      |        |
| Type             | In gebruik      | Opgeslagen      | Order           | Business        | Economy         | Totaal |
| ---------------- | --------------- | --------------- | --------------- | --------------- | --------------- | ------ |
| Airbus A319      | 1               | 2               | -               | 8               | 120             | 128    |
| Airbus A320 Neo  | 6               | -               | -               | -               | 186             | 186    |
| Airbus A320-200  | 8               | -               | -               | 8               | 150             | 158    |
| Airbus A330-300  | 4               | -               | 1               | 32              | 260             | 292    |
| Airbus A330-300  | 4               | -               | 1               | 24              | 279             | 303    |
| Boeing 737-700   | 11              | 5               | -               | 8               | 120             | 128    |
| Boeing 737-700   | 11              | 5               | -               | -               | 148             | 148    |
| Boeing 737-800   | 21              | -               | -               | 8               | 156             | 164    |
| Boeing 737-MAX 8 | 3               | -               | 3               | 8               | 168             | 176    |
| Totaal           | 54              | 7               | 4               |                 |                 |        |

## Media

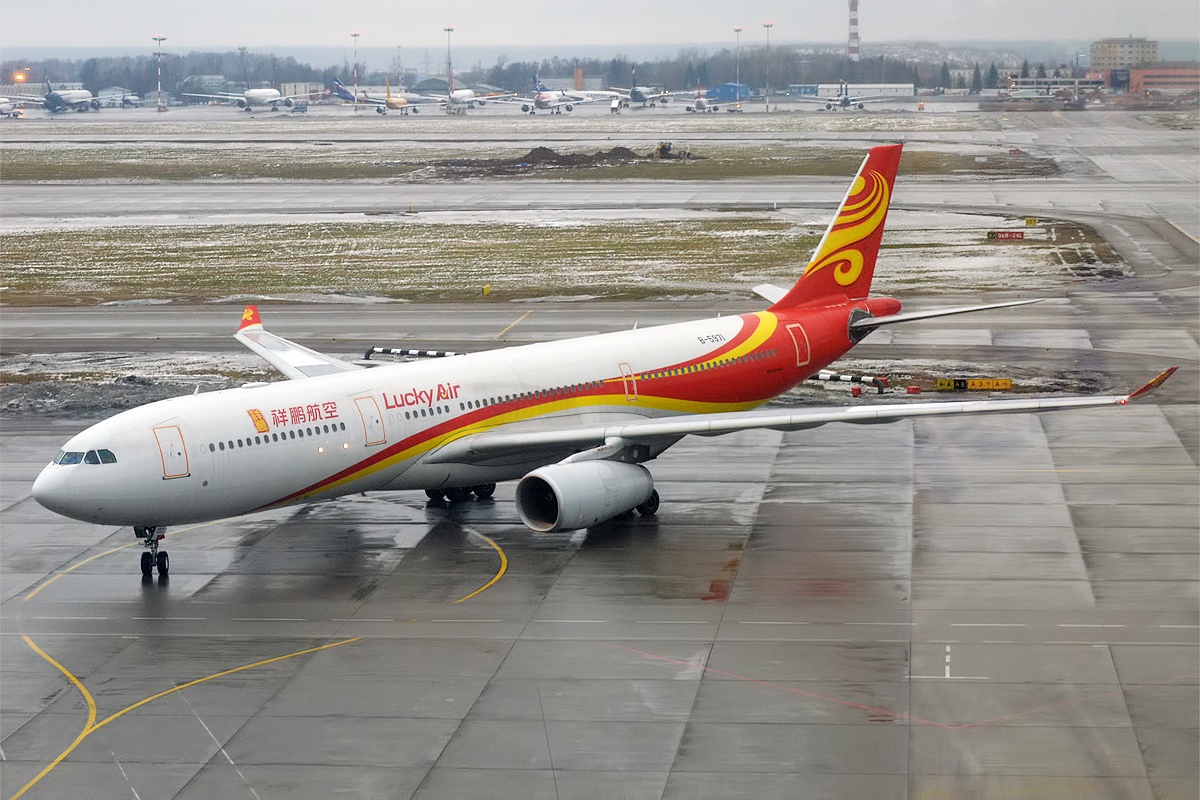
Lucky Air Airbus A330-300
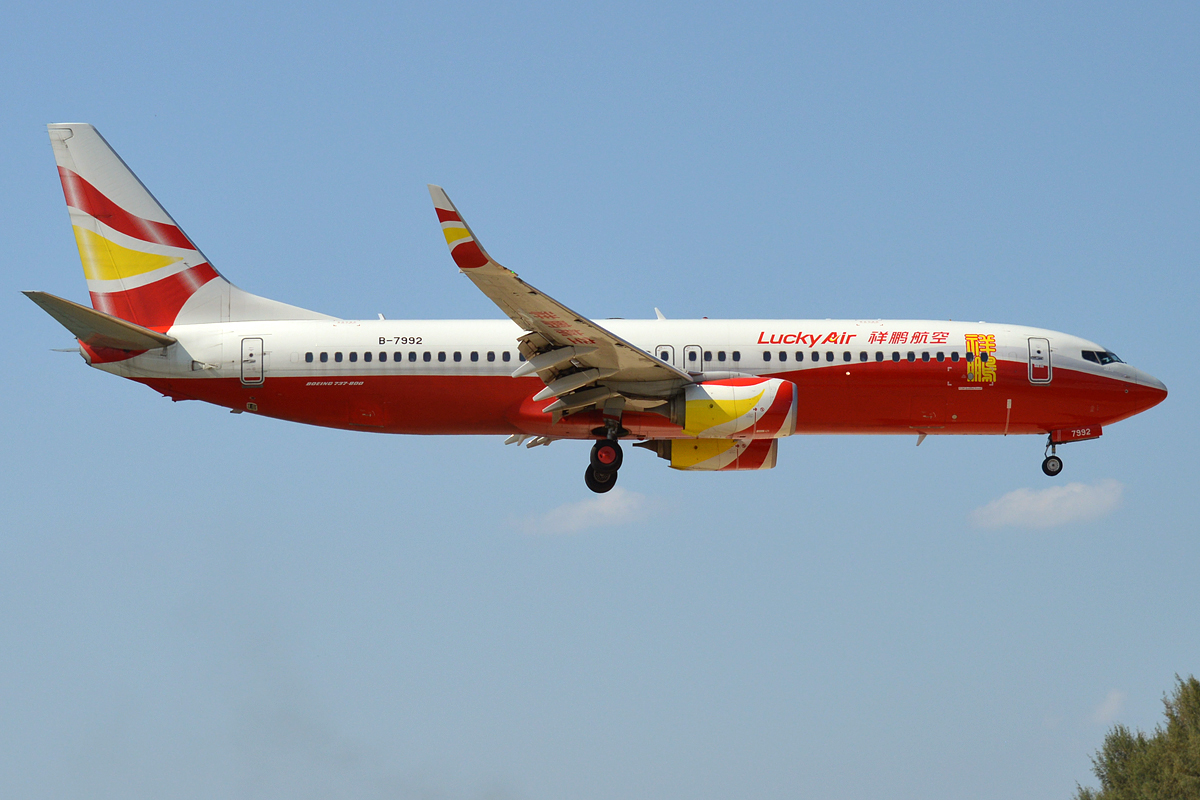
Lucky Air Boeing 737-800
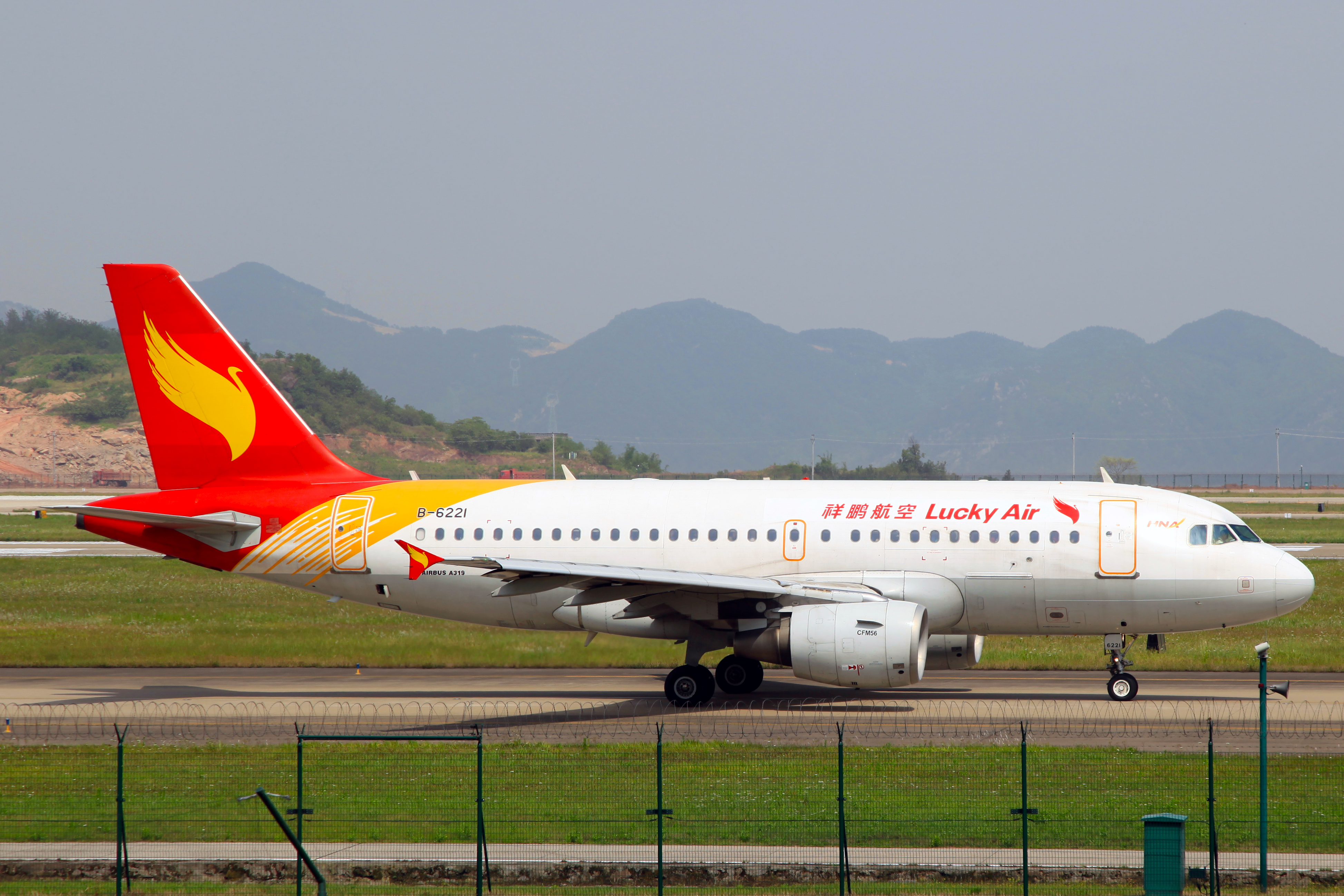
Lucky Air Airbus A319
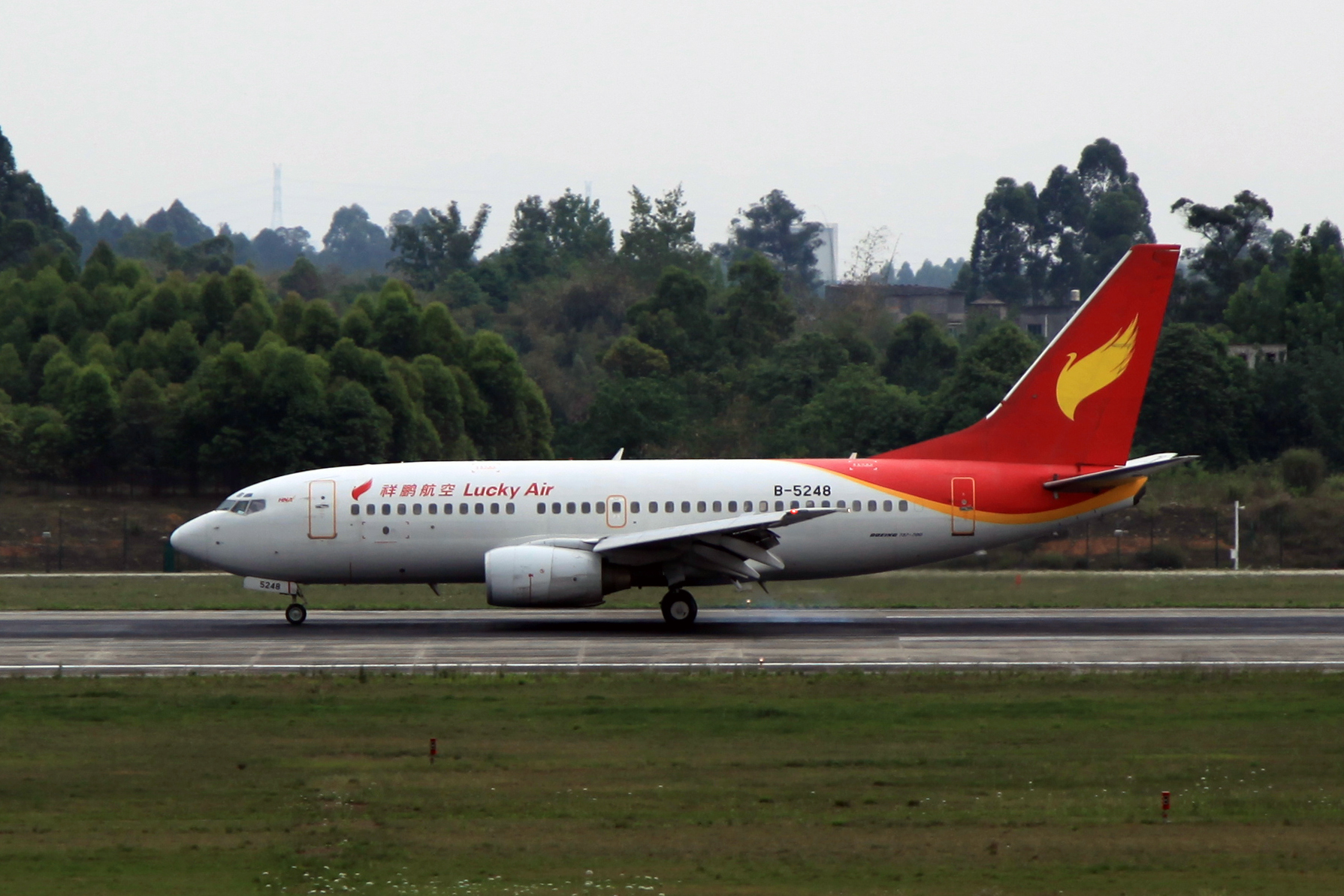
Lucky Air Boeing 737-700